# Камениця (гміна)
Гміна Камениця (пол. Gmina Kamienica) — сільська гміна у південній Польщі. Належить до Лімановського повіту Малопольського воєводства.
Станом на 31 грудня 2011 у гміні проживало 7666 осіб.
Згідно з розпорядженням Ради міністрів, прийнятого 1 жовтня 2024 року, шляхом відділення 1 січня 2025 року з частини гміни Камениця утворено гміну Щава у складі села Щава.
З гміни Камениця відійшли частини: Щавської реєстраційної території площею 2505,66 га, частини, що входять до реєстраційної території Камениця загальною площею 4,76 га та частини. Тобто площа гміни зменшилася на 25,1142 км² і становить 71 км². 

## Площа
Згідно з даними за 2007 рік площа гміни становила 96.11 км², у тому числі:
- орні землі: 32.00%
- ліси: 64.00%

Таким чином, площа гміни становить 10.10% площі повіту.

## Населення
Станом на 31 грудня 2011:
| Опис     | Загалом | Загалом | Чоловіки | Чоловіки | Жінки | Жінки |
| -------- | ------- | ------- | -------- | -------- | ----- | ----- |
| одиниця  | осіб    | %       | осіб     | %        | осіб  | %     |
| все      | 7666    | 100     | 3863     | 50.39    | 3803  | 49.61 |
| міське   | 0       | 100     | 0        |          | 0     |       |
| сільське | 7666    | 100     | 3863     | 50.39    | 3803  | 49.61 |

## Сусідні гміни
Гміна Камениця межує з такими гмінами: Добра, Лонцько, Луковиця, Мшана-Дольна, Недзьведзь, Новий Тарґ, Охотниця-Дольна, Слопніце, Щава.